# Italy (Teksas)
Italy je gradić u američkoj saveznoj državi Teksas. Prema popisu stanovništva iz 2010. u njemu je živjelo 1.863 stanovnika.